# Rede4
A Rede4 foi uma marca de tarifas de low-cost lançada em 2005 em Portugal, através da operadora Optimus Telecomunicações, SA.
Embora se tenha dito ser um operador móvel virtual, na realidade foi apenas um tarifário de baixo custo da Optimus. Este tarifário de rede móvel veio fazer concorrência a alguns outros similares já existentes no mercado.
Este tarifário dispunha de acesso dos serviços básicos de comunicação móvel (chamadas, SMS, MMS) assim como acesso 3G (UMTS/HSDPA).
O que distinguiu a Rede4 das outras tarifas é que esta praticava preços mais baixos, tanto nas chamadas realizadas como nas mensagens escritas enviadas.
A 17 de Março de 2011 a Rede4 foi completamente integrada na estrutura da Optimus, sendo substituída pelo tarifário Optimus Pop, o que resultou na eliminação da marca.